# Legjobb Kilenc díj
A Legjobb Kilenc díjat (ベストナイン; Hepburn: Besuto Nain; Best Nine Award) évente adják át a Nippon Professional Baseball Central- és Pacific League nevű ligáiban az újságírók szavazatai alapján posztonkénti legjobb játékosoknak.

## Története
A Legjobb Kilenc díjat először az 1940-es szezon után osztották ki, azonban csak 1947-től lett állandó, évenkénti kiosztott díj. Miután a Japanese Baseball League két ligára – Central és Pacific – osztották az 1950-es szezon előtt, a díjat a két liga posztonkénti kilenc-kilenc legjobb játékosa kapta. Miután a Pacific League az 1975-ös szezon előtt felvette a kijelölt ütő szabályát, azóta ott már tíz játékos kap díjat.

## Választási folyamat
Az újságírók a legjobb dobóra, elkapóra, egyesvédőre, kettesvédőre, hármasvédőre, beállóra, illetve három külsővédőre adják le a szavazataikat, a dobókat leszámítva rendszerint elsősorban a támadójátékot alapul véve. A díj Major League Baseball-párjához, a Silver Slugger Awardhoz hasonlóan bal-, a közép- és a jobbkülső nincs külön megválasztva.
A szavazókat nemzeti újságok, közvetítők és kommunikációs cégek által alkalmazott, legalább öt évnyi profibaseball-követői tapasztalattal rendelkező újságírók közül választják ki. Minden szavazónak mindkét ligában az összes posztra kell jelölnie egy játékost; a legtöbb szavazatot kapó játékos nyeri el az adott poszt Legjobb Kilenc díját. A 2004-es szezon előtt a díjazottak két nappal a Japan Series utolsó játéka után jelentették be, azonban a 2005-ös szezontól kezdve az NPB évzáró díjátadó ünnepségen adják át a díjakat.
A szavazási folyamat jellege miatt előfordulhat, hogy kettő vagy több játékos ugyanannyi szavazatot kap egyazon posztra. Erre először 2004-ben került sor, amikor Araki Maszahiro (Chunichi Dragons) és Greg LaRocca (Hirosima Carp) ugyanannyi szavazatot kapott a Central League legjobb kettesvédője díjára.
Az is előfordulhat, hogy egy játékos több mint egy poszton is a legtöbb szavazatot kapja. Az 1966-os szezonban Kuniszada Jaszuhiro belsővédő (Nankai Hawks) a kettes- és a hármasvédő posztban is a legtöbb szavazatot kapta a Pacific League-ben. A hármasvédő díját elvették, azt a második legtöbb szavazatot kapó Tony Roig (Nishitetsu Lions) kapta. A 2016-os szezonban Ótani Sóhei (Hokkaidó Nippon-Ham Fighters) a Pacific League dobó és kijelölt ütő díját is elnyerte.
A Central League Legjobb Kilenc díjat elnyerő dobója a legértékesebb dobó díját is megkapja. Ezzel szemben a Pacific League legértékesebb dobója díját a megfelelő mennyiségű játékrészt dobott, legmagasabb győzelmi aránnyal rendelkező dobója kapja.

## Díjazottak

### Az egyligás rendszerben
| Év   | Dobó                                                             | Elkapó                  | Egyesvédő                  | Kettesvédő                 | Hármasvédő                | Beálló                     | Külsővédők            | Külsővédők                 | Külsővédők                    |
| ---- | ---------------------------------------------------------------- | ----------------------- | -------------------------- | -------------------------- | ------------------------- | -------------------------- | --------------------- | -------------------------- | ----------------------------- |
| 1940 | Szuda Hirosi (Giants)                                            | Tanaka Josio (Hanshin)  | Kavakami Tecuharu (Giants) | Karita Hiszanori (Cubasza) | Mizuhara Sigeru (Giants)  | Ueda Fudzsio (Hankyu)      | Kitó Kazuo (Lion)     | Jamada Den (Hankyu)        | Nakadzsima Harujaszu (Giants) |
| 1947 | Besso Akira (Nankai)                                             | Doigaki Takesi (Oszaka) | Kavakami Tecuharu (Giants) | Csiba Sigeru (Giants)      | Fudzsimura Fumio (Oszaka) | Szugiura Kijosi (Chunichi) | Ósita Hirosi (Tokyu)  | Kaneda Maszajaszu (Oszaka) | Cuboucsi Micsinori (Kinboshi) |
| 1948 | Besso Akira (Nankai) Nakao Hirosi (Giants) Szanada Sigeo (Taiyo) | Doigaki Takesi (Oszaka) | Kavakami Tecuharu (Giants) | Csiba Sigeru (Giants)      | Fudzsimura Fumio (Oszaka) | Kizuka Csúszuke (Nankai)   | Aota Noboru (Giants)  | Bettó Kaoru (Oszaka)       | Cuboucsi Micsinori (Kinboshi) |
| 1949 | Fudzsimoto Hideo (Giants)                                        | Doigaki Takesi (Oszaka) | Kavakami Tecuharu (Giants) | Csiba Sigeru (Giants)      | Fudzsimura Fumio (Oszaka) | Kizuka Csúszuke (Nankai)   | Kozuru Makoto (Daiei) | Bettó Kaoru (Oszaka)       | Ósita Hirosi (Tokyu)          |

### Central League
| Év   | Dobó                          | Elkapó                       | Egyesvédő                    | Kettesvédő                                       | Hármasvédő                    | Beálló                       | Külsővédők                   | Külsővédők                  | Külsővédők                        |
| ---- | ----------------------------- | ---------------------------- | ---------------------------- | ------------------------------------------------ | ----------------------------- | ---------------------------- | ---------------------------- | --------------------------- | --------------------------------- |
| 1950 | Aramaki Acusi (Shochiku)      | Arakava Sódzsi (Shochiku)    | Nisiza Micsio (Chunichi)     | Csiba Sigeru (Giants)                            | Fudzsimura Fumio (Oszaka)     | Siraisi Kacumi (Hirosima)    | Aota Noboru (Giants)         | Ivamoto Josijuki (Shochiku) | Kozuru Makoto (Shochiku)          |
| 1951 | Besso Takehiko (Giants)       | Nogucsi Akira (Nagoja)       | Kavakami Tecuharu (Giants)   | Csiba Sigeru (Giants)                            | Fudzsimura Fumio (Oszaka)     | Hirai Szaburó (Giants)       | Aota Noboru (Giants)         | Ivamoto Josijuki (Shochiku) | Kaneda Maszajaszu (Oszaka)        |
| 1952 | Besso Takehiko (Giants)       | Nogucsi Akira (Nagoja)       | Nisizava Micsio (Chunichi)   | Csiba Sigeru (Giants)                            | Fudzsimura Fumio (Oszaka)     | Hirai Szaburó (Giants)       | Szugijama Szatosi (Nagoja)   | Minamimura Fukasi (Giants)  | Kaname Yonamine (Giants)          |
| 1953 | Ótomo Takumi (Giants)         | Hirota Dzsun (Giants)        | Kavakami Tecuharu (Giants)   | Csiba Sigeru (Giants)                            | Sinszuke Jogi (Oszaka)        | Hirai Szaburó (Giants)       | Kaneda Maszajaszu (Oszaka)   | Minamimura Fukasi (Giants)  | Kaname Yonamine (Giants)          |
| 1954 | Szugisita Sigeru (Chunichi)   | Hirota Dzsun (Giants)        | Nisiza Micsio (Chunichi)     | Hakoda Hirosi (Kokutetsu)                        | Uno Micuo (Kokutetsu)         | Hirooka Tacuró (Giants)      | Szugijama Szatosi (Chunichi) | Vatanabe Hirojuki (Oszaka)  | Kaname Yonamine (Giants)          |
| 1955 | Besso Takehiko (Giants)       | Hirota Dzsun (Giants)        | Kavakami Tecuharu (Giants)   | Inoue Nobori (Chunichi)                          | Kodama Riicsi (Chunichi)      | Josida Josio (Oszaka)        | Macsida Jukihiko (Kokutetsu) | Vatanabe Hirojuki (Oszaka)  | Kaname Yonamine (Giants)          |
| 1956 | Besso Takehiko (Giants)       | Fudzsio Sigeru (Giants)      | Kavakami Tecuharu (Giants)   | Inoue Nobori (Chunichi)                          | Kodama Riicsi (Chunichi)      | Josida Josio (Oszaka)        | Aota Noboru (Taiyo)          | Tamija Kendzsiró (Oszaka)   | Kaname Yonamine (Giants)          |
| 1957 | Kaneda Maszaicsi (Kokutetsu)  | Fudzsio Sigeru (Giants)      | Kavakami Tecuharu (Giants)   | Inoue Nobori (Chunichi)                          | Mijake Hidesi (Oszaka)        | Josida Josio (Oszaka)        | Aota Noboru (Taiyo)          | Tamija Kendzsiró (Oszaka)   | Kaname Yonamine (Giants)          |
| 1958 | Kaneda Maszaicsi (Kokutetsu)  | Fudzsio Sigeru (Giants)      | Kavakami Tecuharu (Giants)   | Inoue Nobori (Chunichi)                          | Nagasima Sigeo (Giants)       | Josida Josio (Oszaka)        | Mori Tóru (Chunichi)         | Tamija Kendzsiró (Oszaka)   | Kaname Yonamine (Giants)          |
| 1959 | Fudzsita Motosi (Giants)      | Fudzsio Sigeru (Giants)      | Fudzsimoto Kacumi (Oszaka)   | Cucsija Maszataka (Giants)                       | Nagasima Sigeo (Giants)       | Josida Josio (Oszaka)        | Mori Tóru (Chunichi)         | Óvada Akira (Hirosima)      | Szakazaki Kazuhiko (Giants)       |
| 1960 | Akijama Noboru (Taiyo)        | Doi Kijosi (Taiyo)           | Kondó Kazuhiko (Taiyo)       | Inoue Nobori (Chunichi)                          | Nagasima Sigeo (Giants)       | Josida Josio (Oszaka)        | Mori Tóru (Chunichi)         | Naka Tosio (Chunichi)       | Namiki Teruo (Oszaka)             |
| 1961 | Gondó Hirosi (Chunichi)       | Mori Maszahiko (Giants)      | Fudzsimoto Kacumi (Hanshin)  | Cucsija Maszataka (Kokutetsu)                    | Nagasima Sigeo (Giants)       | Kóno Akiteru (Chunichi)      | Etó Sinicsi (Chunichi)       | Kondó Kazuhiko (Taiyo)      | Morinaga Kacudzsi (Hirosima)      |
| 1962 | Murajama Minoru (Hanshin)     | Mori Maszahiko (Giants)      | Ó Szadaharu (Giants)         | Koszaka Jositaka (Hirosima)                      | Nagasima Sigeo (Giants)       | Josida Josio (Hanshin)       | Namiki Teruo (Hanshin)       | Kondó Kazuhiko (Taiyo)      | Morinaga Kacudzsi (Hirosima)      |
| 1963 | Kaneda Maszaicsi (Kokutetsu)  | Mori Maszahiko (Giants)      | Ó Szadaharu (Giants)         | Takagi Morimicsi (Chunichi)                      | Nagasima Sigeo (Giants)       | Koba Takesi (Hirosima)       | Etó Sinicsi (Chunichi)       | Kondó Kazuhiko (Taiyo)      | Fudzsii Eidzsi (Hanshin)          |
| 1964 | G. Bacque (Hanshin)           | Mori Maszahiko (Giants)      | Ó Szadaharu (Giants)         | Takagi Morimicsi (Chunichi)                      | Nagasima Sigeo (Giants)       | Josida Josio (Hanshin)       | Etó Sinicsi (Chunichi)       | Kondó Kazuhiko (Taiyo)      | Sigemacu Sózó (Taiyo)             |
| 1965 | Murajama Minoru (Hanshin)     | Mori Maszahiko (Giants)      | Ó Szadaharu (Giants)         | Takagi Morimicsi (Chunichi)                      | Nagasima Sigeo (Giants)       | Josida Josio (Hanshin)       | Etó Sinicsi (Chunichi)       | Kondó Kazuhiko (Taiyo)      | Naka Akio (Chunichi)              |
| 1966 | Murajama Minoru (Hanshin)     | Mori Maszahiko (Giants)      | Ó Szadaharu (Giants)         | Takagi Morimicsi (Chunichi)                      | Nagasima Sigeo (Giants)       | Icsieda Súhei (Chunichi)     | Etó Sinicsi (Chunichi)       | Jamato Kazujosi (Hirosima)  | Naka Akio (Chunichi)              |
| 1967 | Ogava Kentaró (Chunichi)      | Mori Maszahiko (Giants)      | Ó Szadaharu (Giants)         | Takagi Morimicsi (Chunichi)                      | Nagasima Sigeo (Giants)       | Fudzsita Taira (Hanshin)     | Kondó Kazuhiko (Taiyo)       | Sibata Iszao (Giants)       | Naka Akio (Chunichi)              |
| 1968 | Enacu Jutaka (Hanshin)        | Mori Maszahiko (Giants)      | Ó Szadaharu (Giants)         | Doi Sózó (Giants)                                | Nagasima Sigeo (Giants)       | Kuroe Jukinobu (Giants)      | Etó Sinicsi (Chunichi)       | D. Roberts (Sankei)         | Jamaucsi Kazuhiro (Hirosima)      |
| 1969 | Takahasi Kazumi (Giants)      | Kimata Tacuhiko (Chunichi)   | Ó Szadaharu (Giants)         | Doi Sózó (Giants)                                | Nagasima Sigeo (Giants)       | Fudzsita Taira (Hanshin)     | Takada Sigeru (Giants)       | D. Roberts (Atoms)          | Jamamoto Kazujosi (Hirosima)      |
| 1970 | Hiramacu Maszadzsi (Taiyo)    | Kimata Tacuhiko (Chunichi)   | Ó Szadaharu (Giants)         | Andó Motoo (Hanshin)                             | Nagasima Sigeo (Giants)       | Fudzsita Taira (Hanshin)     | Takada Sigeru (Giants)       | Edzsiri Akira (Taiyo)       | Naka Akio (Chunichi)              |
| 1971 | Hiramacu Maszadzsi (Taiyo)    | Kimata Tacuhiko (Chunichi)   | Ó Szadaharu (Giants)         | Kuniszada Jaszuhiro (Hirosima)                   | Nagasima Sigeo (Giants)       | Fudzsita Taira (Hanshin)     | Takada Sigeru (Giants)       | Sibata Iszao (Giants)       | Mizutani Dzsicuo (Hirosima)       |
| 1972 | Horiucsi Cuneo (Giants)       | Tabucsi Kóicsi (Hanshin)     | Ó Szadaharu (Giants)         | J. Sipin (Taiyo)                                 | Nagasima Sigeo (Giants)       | Mimura Tosijuki (Hirosima)   | Takada Sigeru (Giants)       | Sibata Iszao (Giants)       | Vakamacu Cutomu (Yakult)          |
| 1973 | Takahasi Kazumi (Giants)      | Tabucsi Kóicsi (Hanshin)     | Ó Szadaharu (Giants)         | J. Sipin (Taiyo)                                 | Nagasima Sigeo (Giants)       | Fudzsita Taira (Hanshin)     | Edzsiri Akira (Taiyo)        | Sibata Iszao (Giants)       | Vakamacu Cutomu (Yakult)          |
| 1974 | Horiucsi Cuneo (Giants)       | Tabucsi Kóicsi (Hanshin)     | Ó Szadaharu (Giants)         | Takagi Morimicsi (Chunichi)                      | Nagasima Sigeo (Giants)       | Fudzsita Taira (Hanshin)     | G. Martin (Chunichi)         | Szuecugu Tosimicu (Giants)  | Vakamacu Cutomu (Yakult)          |
| 1975 | Szotokoba Josiró (Hirosima)   | Tabucsi Kóicsi (Hanshin)     | Ó Szadaharu (Giants)         | Ósita Cujosi (Hirosima)                          | Kinugasza Szacsio (Hirosima)  | Mimura Tosijuki (Hirosima)   | Inoue Hiroaki (Chunichi)     | Jamamoto Kódzsi (Hirosima)  | Roger R. (Yakult)                 |
| 1976 | Ikegaja Kódzsiró (Hirosima)   | Tabucsi Kóicsi (Hanshin)     | Ó Szadaharu (Giants)         | D. Johnson (Giants)                              | Kakefu Maszajuki (Hanshin)    | Mimura Tosijuki (Hirosima)   | Harimoto Iszao (Giants)      | Jazava Kenicsi (Chunichi)   | Vakamacu Cutomu (Yakult)          |
| 1977 | Kobajasi Sigeru (Giants)      | Kimata Tacuhiko (Chunichi)   | Ó Szadaharu (Giants)         | Takagi Morimicsi (Chunichi)                      | Kakefu Maszajuki (Hanshin)    | Kóno Kazumasza (Giants)      | Harimoto Iszao (Giants)      | Jamamoto Kódzsi (Hirosima)  | Vakamacu Cutomu (Yakult)          |
| 1978 | Niura Hiszao (Giants)         | Ója Akihiko (Yakult)         | Ó Szadaharu (Giants)         | D. Hilton (Yakult)                               | Kakefu Maszajuki (Hanshin)    | Takahasi Josihiko (Hirosima) | C. Manuel (Yakult)           | Jamamoto Kódzsi (Hirosima)  | Vakamacu Cutomu (Yakult)          |
| 1979 | Kobajasi Sigeru (Hanshin)     | Kimata Tacuhiko (Chunichi)   | Ó Szadaharu (Giants)         | F. Millán (Taiyo)                                | Kakefu Maszajuki (Hanshin)    | Takahasi Josihiko (Hirosima) | M. Reinbach (Hanshin)        | Jamamoto Kódzsi (Hirosima)  | Vakamacu Cutomu (Yakult)          |
| 1980 | Egava Szuguru (Giants)        | Ója Akihiko (Yakult)         | Jazava Kenicsi (Chunichi)    | Motoi Micuo (Taiyo)                              | Kinugasza Szacsio (Hirosima)  | Takahasi Josihiko (Hirosima) | Szugiura Tóru (Yakult)       | Jamamoto Kódzsi (Hirosima)  | Vakamacu Cutomu (Yakult)          |
| 1981 | Egava Szuguru (Giants)        | Jamakura Kazuhiro (Giants)   | Fudzsita Taira (Hanshin)     | Sinozuka Tosio (Giants)                          | Kakefu Maszajuki (Hanshin)    | Jamasita Daiszuke (Taiyo)    | Tao Jaszusi (Chunichi)       | Jamamoto Kódzsi (Hirosima)  | J. Lyttle (Hirosima)              |
| 1982 | Kitabeppu Manabu (Hirosima)   | Nakao Takajosi (Chunichi)    | Jazava Kenicsi (Chunichi)    | Sinozuka Tosio (Giants)                          | Kakefu Maszajuki (Hanshin)    | Uno Maszaru (Chunichi)       | Tao Jaszusi (Chunichi)       | Jamamoto Kódzsi (Hirosima)  | Nagaszaki Keidzsi (Taiyo)         |
| 1983 | Endó Kazuhiko (Taiyo)         | Jamakura Kazuhiro (Giants)   | Jazava Kenicsi (Chunichi)    | Majumi Akinobu (Hanshin)                         | Hara Tacunori (Giants)        | Takahasi Josihiko (Hirosima) | Tao Jaszusi (Chunichi)       | Jamamoto Kódzsi (Hirosima)  | Tadasi Macumoto (Giants)          |
| 1984 | Jamane Kazuo (Hirosima)       | Tacukava Micuo (Hirosima)    | Jazava Kenicsi (Chunichi)    | Sinozuka Tosio (Giants)                          | Kinugasza Szacsio (Hirosima)  | Uno Maszaru (Chunichi)       | Jamaszaki Rjúzó (Hirosima)   | Jamamoto Kódzsi (Hirosima)  | Vakamacu Cutomu (Yakult)          |
| 1985 | Komacu Tacuo (Chunichi)       | Jaegasi Jukio (Yakult)       | R. Bass (Hanshin)            | Okada Akinobu (Hanshin)                          | Kakefu Maszajuki (Hanshin)    | Takagi Jutaka (Taiyo)        | Jamaszaki Rjúzó (Hirosima)   | Szugiura Tóru (Yakult)      | Majumi Akinobu (Hanshin)          |
| 1986 | Kitabeppu Manabu (Hirosima)   | Tacukava Micuo (Hirosima)    | R. Bass (Hanshin)            | Sinozuka Tosio (Giants)                          | Leon L. (Yakult)              | Takahasi Josihiko (Hirosima) | W. Cromartie (Giants)        | Jamamoto Kódzsi (Hirosima)  | Josimura Szadaaki (Giants)        |
| 1987 | Kuvata Maszumi (Giants)       | Jamakura Kazuhiro (Giants)   | R. Bass (Hanshin)            | Sinozuka Tosio (Giants)                          | Hara Tacunori (Giants)        | Uno Maszaru (Chunichi)       | W. Cromartie (Giants)        | C. Ponce (Taiyo)            | Josimura Szadaaki (Giants)        |
| 1988 | Ono Kazujuki (Chunichi)       | Tacukava Micuo (Hirosima)    | Ocsiai Hiromicu (Chunichi)   | Sóda Kózó (Hirosima)                             | Hara Tacunori (Giants)        | Ikejama Takahiro (Yakult)    | J. Paciorek (Taiyo)          | C. Ponce (Taiyo)            | Hiroszava Kacumi (Yakult)         |
| 1989 | Szaitó Maszaki (Giants)       | Nakao Takajosi (Giants)      | L. Parrish (Yakult)          | Sóda Kózó (Hirosima)                             | Ocsiai Hiromicu (Chunichi)    | Ikejama Takahiro (Yakult)    | W. Cromartie (Giants)        | Hikono Tosikacu (Chunichi)  | Jamazaki Kenicsi (Taiyo)          |
| 1990 | Szaitó Maszaki (Giants)       | Murata Sinicsi (Giants)      | Ocsiai Hiromicu (Chunichi)   | Takagi Jutaka (Taiyo)                            | Vance Law (Chunichi)          | Ikejama Takahiro (Yakult)    | J. Paciorek (Taiyo)          | Hara Tacunori (Giants)      | Hiroszava Kacumi (Yakult)         |
| 1991 | Szaszaoka Sindzsi (Hirosima)  | Furuta Acuja (Yakult)        | Ocsiai Hiromicu (Chunichi)   | Takagi Jutaka (Taiyo)                            | Jamaszaki Rjúzó (Hirosima)    | Nomura Kendzsiró (Hirosima)  | R. J. Reynolds (Taiyo)       | Hara Tacunori (Giants)      | Hiroszava Kacumi (Yakult)         |
| 1992 | Szaitó Maszaki (Giants)       | Furuta Acuja (Yakult)        | J. Paciorek (Hanshin)        | Vada Jutaka (Hanshin)                            | J. Howell (Yakult)            | Ikejama Takahiro (Yakult)    | Iida Tecuja (Yakult)         | Maeda Tomonori (Hirosima)   | L. Sheets (Taiyo)                 |
| 1993 | Imanaka Sindzsi (Chunichi)    | Furuta Acuja (Yakult)        | Hiroszava Kacumi (Yakult)    | R. Rose (Jokohama)                               | Etó Akira (Hirosima)          | Ikejama Takahiro (Yakult)    | A. Powell (Chunichi)         | Maeda Tomonori (Hirosima)   | Sindzsó Cujosi (Hanshin)          |
| 1994 | Jamamoto Maszahiro (Chunichi) | Nisijama Súdzsi (Hirosima)   | Taihó Jaszuaki (Chunichi)    | Vada Jutaka (Hanshin)                            | Etó Akira (Hirosima)          | Kavai Maszahiro (Giants)     | A. Powell (Chunichi)         | Maeda Tomonori (Hirosima)   | G. Braggs (Jokohama)              |
| 1995 | Szaitó Maszaki (Giants)       | Furuta Acuja (Yakult)        | T. O’Malley (Yakult)         | R. Rose (Jokohama)                               | Etó Akira (Hirosima)          | Nomura Kendzsiró (Hirosima)  | A. Powell (Chunichi)         | Kanemoto Tomoaki (Hirosima) | Macui Hideki (Giants)             |
| 1996 | Szaitó Maszaki (Giants)       | Nisijama Súdzsi (Hirosima)   | L. Lopez (Hirosima)          | Tacunami Kazujosi (Chunichi)                     | Etó Akira (Hirosima)          | Nomura Kendzsiró (Hirosima)  | A. Powell (Chunichi)         | Jamaszaki Takesi (Chunichi) | Macui Hideki (Giants)             |
| 1997 | Jamamoto Masza (Chunichi)     | Furuta Acuja (Yakult)        | L. Lopez (Hirosima)          | R. Rose (Jokohama)                               | L. Gómez (Chunichi)           | Isii Takuró (Jokohama)       | Szuzuki Takanori (Jokohama)  | D. Hosey (Yakult)           | Macui Hideki (Giants)             |
| 1998 | Szaszaki Kazuhiro (Jokohama)  | Tanisige Motonobu (Jokohama) | Komada Norihiro (Jokohama)   | R. Rose (Jokohama)                               | Etó Akira (Hirosima)          | Isii Takuró (Jokohama)       | Szuzuki Takanori (Jokohama)  | Maeda Tomonori (Hirosima)   | Macui Hideki (Giants)             |
| 1999 | Uehara Kódzsi (Giants)        | Furuta Acuja (Yakult)        | R. Petagine (Yakult)         | R. Rose (Jokohama)                               | L. Gómez (Chunichi)           | Isii Takuró (Jokohama)       | Szekikava Kóicsi (Chunichi)  | Takahasi Josinobu (Giants)  | Macui Hideki (Giants)             |
| 2000 | Kudó Kimijaszu (Giants)       | Furuta Acuja (Yakult)        | R. Petagine (Yakult)         | R. Rose (Jokohama)                               | Etó Akira (Giants)            | Isii Takuró (Jokohama)       | Kanemoto Tomoaki (Hirosima)  | Sindzsó Cujosi (Hanshin)    | Macui Hideki (Giants)             |
| 2001 | Fudzsii Súgo (Yakult)         | Furuta Acuja (Yakult)        | R. Petagine (Yakult)         | E. Díaz (Hirosima)                               | Etó Akira (Giants)            | Isii Takuró (Jokohama)       | Kanemoto Tomoaki (Hirosima)  | Inaba Acunori (Yakult)      | Macui Hideki (Giants)             |
| 2002 | Uehara Kódzsi (Giants)        | Abe Sinnoszuke (Giants)      | R. Petagine (Yakult)         | Imaoka Makoto (Hanshin)                          | Ivamura Akinori (Yakult)      | Ibata Hirokazu (Chunichi)    | Simizu Takajuki (Giants)     | Fukudome Kószuke (Chunichi) | Macui Hideki (Giants)             |
| 2003 | Igava Kei (Hanshin)           | Jano Akahiro (Hanshin)       | G. Arias (Hanshin)           | Imaoka Makoto (Hanshin)                          | Szuzuki Ken (Yakult)          | Nioka Tomohiro (Giants)      | Akahosi Norihiro (Hanshin)   | Fukudome Kószuke (Chunichi) | A. Ramírez (Yakult)               |
| 2004 | Kavakami Kensin (Chunichi)    | Furuta Acuja (Yakult)        | T. Woods (Jokohama)          | Araki Maszahiro (Chunichi) G. LaRocca (Hirosima) | Tacunami Kazujosi (Chunichi)  | Ibata Hirokazu (Chunichi)    | Sima Sigenobu (Hirosima)     | T. Rhodes (Giants)          | Kanemoto Tomoaki (Hanshin)        |
| 2005 | Kuroda Hiroki (Hirosima)      | Jano Akahiro (Hanshin)       | Arai Takahiro (Hirosima)     | Araki Maszahiro (Chunichi)                       | Imaoka Makoto (Hanshin)       | Ibata Hirokazu (Chunichi)    | Akahosi Norihiro (Hanshin)   | Aoki Noricsika (Yakult)     | Kanemoto Tomoaki (Hanshin)        |
| 2006 | Kavakami Kensin (Chunichi)    | Jano Akahiro (Hanshin)       | T. Woods (Chunichi)          | Araki Maszahiro (Chunichi)                       | Ivamura Akinori (Yakult)      | Ibata Hirokazu (Chunichi)    | Fukudome Kószuke (Chunichi)  | Aoki Noricsika (Yakult)     | Kanemoto Tomoaki (Hanshin)        |
| 2007 | Takahasi Hiszanori (Giants)   | Abe Sinnoszuke (Giants)      | T. Woods (Chunichi)          | Tanaka Hirojaszu (Yakult)                        | Ogaszavara Micsihiro (Giants) | Ibata Hirokazu (Chunichi)    | A. Ramírez (Yakult) (Giants) | Aoki Noricsika (Yakult)     | Takahasi Josinobu (Giants)        |
| 2008 | S. Greisinger (Giants)        | Abe Sinnoszuke (Giants)      | Ucsikava Szeiicsi (Jokohama) | Higaside Akihiro (Hirosima)                      | Murata Súicsi (Jokohama)      | Toritani Takasi (Hanshin)    | A. Ramírez (Yakult) (Giants) | Aoki Noricsika (Yakult)     | Kanemoto Tomoaki (Hanshin)        |
| 2009 | D. González (Giants)          | Abe Sinnoszuke (Giants)      | T. Blanco (Chunichi)         | Higaside Akihiro (Hirosima)                      | Ogaszavara Micsihiro (Giants) | Szakamoto Hajato (Giants)    | A. Ramírez (Yakult) (Giants) | Aoki Noricsika (Yakult)     | Ucsikava Szeiicsi (Jokohama)      |
| 2010 | Maeda Kenta (Hirosima)        | Abe Sinnoszuke (Giants)      | C. Brazell (Hanshin)         | Hirano Keiicsi (Hanshin)                         | Morino Maszahiko (Chunichi)   | Toritani Takasi (Hanshin)    | M. Murton (Hanshin)          | Aoki Noricsika (Yakult)     | Vada Kazuhiro (Chunichi)          |
| 2011 | Josimi Kazuki (Chunichi)      | Abe Sinnoszuke (Giants)      | Kurihara Kenta (Hirosima)    | Hirano Keiicsi (Hanshin)                         | Mijamoto Sinja (Yakult)       | Toritani Takasi (Hanshin)    | M. Murton (Hanshin)          | Aoki Noricsika (Yakult)     | Csóno Hiszajosi (Giants)          |
| 2012 | Ucumi Tecuja (Giants)         | Abe Sinnoszuke (Giants)      | T. Blanco (Chunichi) (DeNA)  | Tanaka Hirojaszu (Yakult)                        | Murata Súicsi (Giants)        | Szakamoto Hajato (Giants)    | W. Balentien (Yakult)        | Ósima Jóhei (Chunichi)      | Csóno Hiszajosi (Giants)          |
| 2013 | Maeda Kenta (Hirosima)        | Abe Sinnoszuke (Giants)      | T. Blanco (Chunichi) (DeNA)  | Nisioka Cujosi (Hanshin)                         | Murata Súicsi (Giants)        | Toritani Takasi (Hanshin)    | W. Balentien (Yakult)        | M. Murton (Hanshin)         | Csóno Hiszajosi (Giants)          |
| 2014 | Szugano Tomojuki (Giants)     | Abe Sinnoszuke (Giants)      | M. Gómez (Hanshin)           | Jamada Tecuto (Yakult)                           | H. Luna (Chunichi)            | Toritani Takasi (Hanshin)    | Maru Josihiro (Hirosima)     | M. Murton (Hanshin)         | Júhei (Yakult)                    |
| 2015 | Maeda Kenta (Hirosima)        | Nakamura Júhei (Yakult)      | Hatakejama Kazuhiro (Yakult) | Jamada Tecuto (Yakult)                           | Kavabata Singo (Yakult)       | Toritani Takasi (Hanshin)    | Cucugó Jositomo (DeNA)       | Fukudome Kószuke (Hanshin)  | Hirata Rjószuke (Chunichi)        |
| 2016 | Nomura Júszuke (Hirosima)     | Isihara Josijuki (Hirosima)  | Arai Takahiro (Hirosima)     | Jamada Tecuto (Yakult)                           | Murata Súicsi (Giants)        | Szakamoto Hajato (Giants)    | Cucugó Jositomo (DeNA)       | Szuzuki Szeija (Hirosima)   | Maru Josihiro (Hirosima) (Giants) |
| 2017 | Szugano Tomojuki (Giants)     | Aizava Cubasza (Hirosima)    | J. López (DeNA)              | Kikucsi Rjószuke (Hirosima)                      | Mijazaki Tosiró (DeNA)        | Tanaka Kószuke (Hirosima)    | Cucugó Jositomo (DeNA)       | Szuzuki Szeija (Hirosima)   | Maru Josihiro (Hirosima) (Giants) |
| 2018 | Szugano Tomojuki (Giants)     | Aizava Cubasza (Hirosima)    | D. Viciedo (Chunichi)        | Jamada Tecuto (Yakult)                           | Mijazaki Tosiró (DeNA)        | Szakamoto Hajato (Giants)    | N. Soto (DeNA)               | Szuzuki Szeija (Hirosima)   | Maru Josihiro (Hirosima) (Giants) |
| 2019 | Jamagucsi Sun (Giants)        | Aizava Cubasza (Hirosima)    | D. Viciedo (Chunichi)        | Jamada Tecuto (Yakult)                           | Takahasi Súhei (Chunichi)     | Szakamoto Hajato (Giants)    | N. Soto (DeNA)               | Szuzuki Szeija (Hirosima)   | Maru Josihiro (Hirosima) (Giants) |
| 2020 | Szugano Tomojuki (Giants)     | Ósiro Takumi (Giants)        | Murakami Munetaka (Yakult)   | Kikucsi Rjószuke (Hirosima)                      | Okamoto Kazuma (Giants)       | Szakamoto Hajato (Giants)    | Szano Keita (DeNA)           | Szuzuki Szeija (Hirosima)   | Maru Josihiro (Hirosima) (Giants) |

### Pacific League
A kijelölt ütőjátékos bevezetése előtt
| Év   | Dobó                            | Elkapó                     | Egyesvédő                        | Kettesvédő                   | Hármasvédő                   | Beálló                        | Külsővédők                       | Külsővédők                                   | Külsővédők                       |
| ---- | ------------------------------- | -------------------------- | -------------------------------- | ---------------------------- | ---------------------------- | ----------------------------- | -------------------------------- | -------------------------------------------- | -------------------------------- |
| 1950 | Aramaki Acusi (Mainichi)        | Doigaki Takesi (Mainichi)  | Iida Tokudzsi (Nankai)           | Hondó Jaszudzsi (Mainichi)   | Nakatani Dzsundzsi (Hankyu)  | Kizuka Csúszuke (Nankai)      | Iidzsima Sigeja (Daiei)          | Ósita Hirosi (Tokyu) (Nishitetsu)            | Bettó Kaoru (Mainichi)           |
| 1951 | Etó Tadasi (Nankai)             | Doigaki Takesi (Mainichi)  | Iida Tokudzsi (Nankai)           | Curuoka Kazuto (Nankai)      | Kagejama Kazuo (Nankai)      | Kizuka Csúszuke (Nankai)      | Iidzsima Sigeja (Daiei)          | Ósita Hirosi (Tokyu) (Nishitetsu)            | Bettó Kaoru (Mainichi)           |
| 1952 | Juki Szuszumu (Nankai)          | Doigaki Takesi (Mainichi)  | Iida Tokudzsi (Nankai)           | Okamoto Iszami (Nankai)      | Kagejama Kazuo (Nankai)      | Kizuka Csúszuke (Nankai)      | Iidzsima Sigeja (Daiei)          | Ósita Hirosi (Tokyu) (Nishitetsu)            | Bettó Kaoru (Mainichi)           |
| 1953 | Kavaszaki Tokudzsi (Nishitetsu) | Macui Dzsun (Nankai)       | Iida Tokudzsi (Nankai)           | Okamoto Iszami (Nankai)      | Nakanisi Futosi (Nishitetsu) | Kizuka Csúszuke (Nankai)      | Horii Kazuo (Nankai)             | Ósita Hirosi (Tokyu) (Nishitetsu)            | Bettó Kaoru (Mainichi)           |
| 1954 | Nisimura Szadaaki (Nishitetsu)  | C. Luis (Mainichi)         | Kavai Kózó (Hankyu)              | Morisita Maszao (Nankai)     | Nakanisi Futosi (Nishitetsu) | L. Raines (Hankyu)            | Szekigucsi Szeidzsi (Nishitetsu) | Ósita Hirosi (Tokyu) (Nishitetsu)            | Jamaucsi Kazuhiro (Mainichi)     |
| 1955 | Nakamura Taiszei (Nankai)       | C. Luis (Mainichi)         | Szugijama Kóhei (Nankai)         | Okamoto Iszami (Nankai)      | Nakanisi Futosi (Nishitetsu) | Kizuka Csúszuke (Nankai)      | Iida Tokudzsi (Nankai)           | Tokura Kacuki (Hankyu)                       | Jamaucsi Kazuhiro (Mainichi)     |
| 1956 | Kadzsimoto Takao (Hankyu)       | Nomura Kacuja (Nankai)     | Enomoto Kihacsi (Mainichi)       | Szaszaki Sinja (Takahashi)   | Nakanisi Futosi (Nishitetsu) | Tojoda Jaszumicu (Nishitetsu) | Szugijama Kóhei (Nankai)         | Tokura Kacuki (Hankyu)                       | Jamaucsi Kazuhiro (Mainichi)     |
| 1957 | Inao Kazuhisza (Nishitetsu)     | Nomura Kacuja (Nankai)     | Okamoto Kenicsiró (Hankyu)       | Okamoto Iszami (Nankai)      | Nakanisi Futosi (Nishitetsu) | Tojoda Jaszumicu (Nishitetsu) | Ósita Hirosi (Nishitetsu)        | Buszudzsima Sóicsi (Toei)                    | Jamaucsi Kazuhiro (Mainichi)     |
| 1958 | Inao Kazuhisza (Nishitetsu)     | Nomura Kacuja (Nankai)     | Stanley Hashimoto (Toei)         | R. Barbon (Hankyu)           | Nakanisi Futosi (Nishitetsu) | Kacuragi Takao (Mainichi)     | Szugijama Kóhei (Nankai)         | Buszudzsima Sóicsi (Toei)                    | Szekigucsi Szeidzsi (Nishitetsu) |
| 1959 | Szugiura Tadasi (Nankai)        | Nomura Kacuja (Nankai)     | Enomoto Kihacsi (Daimai) (Tokió) | Okamoto Iszami (Nankai)      | Kacuragi Takao (Daimai)      | Tojoda Jaszumicu (Nishitetsu) | Szugijama Kóhei (Nankai)         | Takakura Terujuki (Nishitetsu)               | Jamaucsi Kazuhiro (Daimai)       |
| 1960 | Ono Sóicsi (Daimai)             | Nomura Kacuja (Nankai)     | Enomoto Kihacsi (Daimai) (Tokió) | Ógi Akira (Nishitetsu)       | Kodama Akitosi (Kintetsu)    | Tojoda Jaszumicu (Nishitetsu) | Tamija Kendzsiró (Daimai)        | Harimoto Iszao (Toei)                        | Jamaucsi Kazuhiro (Daimai)       |
| 1961 | Inao Kazuhisza (Nishitetsu)     | Nomura Kacuja (Nankai)     | Enomoto Kihacsi (Daimai) (Tokió) | Morisita Nobujaszu (Nankai)  | Nakanisi Futosi (Nishitetsu) | Tojoda Jaszumicu (Nishitetsu) | Tamija Kendzsiró (Daimai)        | Harimoto Iszao (Toei)                        | Jamaucsi Kazuhiro (Daimai)       |
| 1962 | Inao Kazuhisza (Nishitetsu)     | Nomura Kacuja (Nankai)     | Enomoto Kihacsi (Daimai) (Tokió) | J. Bloom (Kintetsu)          | Kodama Akitosi (Kintetsu)    | Tojoda Jaszumicu (Nishitetsu) | Josida Kacutojo (Toei)           | Harimoto Iszao (Toei)                        | Jamaucsi Kazuhiro (Daimai)       |
| 1963 | Inao Kazuhisza (Nishitetsu)     | Nomura Kacuja (Nankai)     | Enomoto Kihacsi (Daimai) (Tokió) | J. Bloom (Kintetsu)          | Kodama Akitosi (Kintetsu)    | Koike Kendzsi (Nankai)        | Hirosze Josinori (Nankai)        | Harimoto Iszao (Toei)                        | Jamaucsi Kazuhiro (Daimai)       |
| 1964 | J. Stanka (Nankai)              | Nomura Kacuja (Nankai)     | Enomoto Kihacsi (Daimai) (Tokió) | D. Spencer (Hankyu)          | Kodama Akitosi (Kintetsu)    | Koike Kendzsi (Nankai)        | Hirosze Josinori (Nankai)        | Harimoto Iszao (Toei)                        | Takakura Terujuki (Nishitetsu)   |
| 1965 | Ozaki Jukio (Toei)              | Nomura Kacuja (Nankai)     | Takagi Takasi (Kintetsu)         | D. Spencer (Hankyu)          | Kodama Akitosi (Kintetsu)    | Koike Kendzsi (Nankai)        | Hirosze Josinori (Nankai)        | Harimoto Iszao (Toei)                        | Horigome Motoaki (Nankai)        |
| 1966 | Tanaka Cutomu (Nishitetsu)      | Nomura Kacuja (Nankai)     | Enomoto Kihacsi (Tokió)          | Kuniszada Jaszuhiro (Nankai) | T. Roig (Nishitetsu)         | Koike Kendzsi (Nankai)        | Takakura Terujuki (Nishitetsu)   | Harimoto Iszao (Toei)                        | Buszudzsima Sóicsi (Toei)        |
| 1967 | Adacsi Micuhiro (Hankyu)        | Nomura Kacuja (Nankai)     | Ószugi Kacuo (Toei)              | D. Blazer (Nankai)           | Morimoto Kijosi (Hankyu)     | Ósita Cujosi (Toei)           | Doi Maszahiro (Kintetsu)         | Harimoto Iszao (Toei)                        | Nagaike Tokudzsi (Hankyu)        |
| 1968 | Minagava Macuo (Nankai)         | Nomura Kacuja (Nankai)     | Enomoto Kihacsi (Tokió)          | D. Blazer (Nankai)           | Kuniszada Jaszuhiro (Nankai) | Szakamoto Tosizó (Hankyu)     | Doi Maszahiro (Kintetsu)         | Harimoto Iszao (Toei)                        | G. Altman (Tokió)                |
| 1969 | Szuzuki Keisi (Kintetsu)        | Okamura Kódzsi (Hankyu)    | Ószugi Kacuo (Toei)              | Jamazaki Hirojuki (Lotte)    | Aritó Micsijo (Lotte)        | Szakamoto Tosizó (Hankyu)     | Nagaike Tokudzsi (Hankyu)        | Harimoto Iszao (Toei)                        | Nagabucsi Józó (Kintetsu)        |
| 1970 | Kitaru Maszaaki (Lotte)         | Nomura Kacuja (Nankai)     | Ószugi Kacuo (Toei)              | Jamazaki Hirojuki (Lotte)    | Aritó Micsijo (Lotte)        | Szakamoto Tosizó (Hankyu)     | Nagaike Tokudzsi (Hankyu)        | Harimoto Iszao (Toei)                        | G. Altman (Lotte)                |
| 1971 | Jamada Hiszasi (Hankyu)         | Nomura Kacuja (Nankai)     | Ószugi Kacuo (Toei)              | Jamazaki Hirojuki (Lotte)    | Aritó Micsijo (Lotte)        | Szakamoto Tosizó (Hankyu)     | Nagaike Tokudzsi (Hankyu)        | Kadota Hiromicu (Nankai)                     | G. Altman (Lotte)                |
| 1972 | Jamada Hiszasi (Hankyu)         | Nomura Kacuja (Nankai)     | Ószugi Kacuo (Toei)              | Motoi Micuo (Nishitetsu)     | Aritó Micsijo (Lotte)        | Óhasi Jutaka (Hankyu)         | Nagaike Tokudzsi (Hankyu)        | Harimoto Iszao (Toei) (Nittaku) (Nippon-Ham) | Fukumoto Jutaka (Hankyu)         |
| 1973 | Narita Fumio (Lotte)            | Nomura Kacuja (Nankai)     | Kató Hidedzsi (Hankyu)           | Szakurai Teruhide (Nankai)   | Aritó Micsijo (Lotte)        | Óhasi Jutaka (Hankyu)         | Nagaike Tokudzsi (Hankyu)        | Harimoto Iszao (Toei) (Nittaku) (Nippon-Ham) | Fukumoto Jutaka (Hankyu)         |
| 1974 | Kaneda Tomehiro (Lotte)         | Murakami Kimijaszu (Lotte) | C. Jones (Kintetsu)              | Jamazaki Hirojuki (Lotte)    | Aritó Micsijo (Lotte)        | Óhasi Jutaka (Hankyu)         | D. Buford (Taiheiyo)             | Harimoto Iszao (Toei) (Nittaku) (Nippon-Ham) | Fukumoto Jutaka (Hankyu)         |

A kijelölt ütőjátékos bevezetése után
| Év   | Dobó                           | Elkapó                                | Egyesvédő                         | Kettesvédő                        | Hármasvédő                        | Beálló                         | Külsővédők                   | Külsővédők                      | Külsővédők                    | Kijelölt ütő                    |
| ---- | ------------------------------ | ------------------------------------- | --------------------------------- | --------------------------------- | --------------------------------- | ------------------------------ | ---------------------------- | ------------------------------- | ----------------------------- | ------------------------------- |
| 1975 | Szuzuki Keisi (Kintetsu)       | Nomura Kacuja (Nankai)                | Kató Hidedzsi (Hankyu)            | B. Marcano (Hankyu)               | Aritó Micsijo (Lotte)             | Óhasi Jutaka (Hankyu)          | Szaszaki Kjószuke (Kintetsu) | Peg Incshon (Taiheiyo)          | Hirota Szumio (Lotte)         | Nagaike Tokudzsi (Hankyu)       |
| 1976 | Jamada Hiszasi (Hankyu)        | Nomura Kacuja (Nankai)                | Kató Hidedzsi (Hankyu)            | Josioka Szatoru (Taiheiyo)        | Fudzsivara Micuru (Nankai)        | Óhasi Jutaka (Hankyu)          | Kadota Hiromicu (Nankai)     | Fukumoto Jutaka (Hankyu)        | Hirota Szumio (Lotte)         | Óta Takudzsi (Taiheiyo)         |
| 1977 | Jamada Hiszasi (Hankyu)        | Kató Tosio (Nippon-Ham)               | Kató Hidedzsi (Hankyu)            | B. Marcano (Hankyu)               | Aritó Micsijo (Lotte)             | Isivata Sigeru (Kintetsu)      | Kadota Hiromicu (Nankai)     | Fukumoto Jutaka (Hankyu)        | L. Lee (Lotte)                | Takai Jaszuhiro (Hankyu)        |
| 1978 | Szuzuki Keisi (Kintetsu)       | Nakazava Sindzsi (Hankyu)             | Kasivabara Dzsunicsi (Nippon-Ham) | B. Marcano (Hankyu)               | Simatani Kindzsi (Hankyu)         | Majumi Akinobu (Crown)         | Szaszaki Kjószuke (Kintetsu) | Fukumoto Jutaka (Hankyu)        | Minoda Kódzsi (Hankyu)        | Doi Maszahiro (Crown)           |
| 1979 | Jamada Hiszasi (Hankyu)        | Nasida Maszataka (Kintetsu)           | Kató Hidedzsi (Hankyu)            | B. Marcano (Hankyu)               | Simatani Kindzsi (Hankyu)         | Isivata Sigeru (Kintetsu)      | Arai Hiromasza (Nankai)      | Fukumoto Jutaka (Hankyu)        | Kurihasi Sigeru (Kintetsu)    | C. Manuel (Kintetsu)            |
| 1980 | Kida Iszamu (Nippon-Ham)       | Nasida Maszataka (Kintetsu)           | Leon L. (Lotte)                   | Jamazaki Hirojuki (Seibu)         | Aritó Micsijo (Lotte)             | Takasiro Nobuhiro (Nippon-Ham) | L. Lee (Lotte)               | Fukumoto Jutaka (Hankyu)        | Kurihasi Sigeru (Kintetsu)    | C. Manuel (Kintetsu)            |
| 1981 | Murata Csódzsi (Lotte)         | Nasida Maszataka (Kintetsu)           | Kasivabara Dzsunicsi (Nippon-Ham) | Ocsiai Hiromicu (Lotte)           | Aritó Micsijo (Lotte)             | Isige Hiromicsi (Seibu)        | Simada Makoto (Nippon-Ham)   | Fukumoto Jutaka (Hankyu)        | Terry W. (Seibu)              | Kadota Hiromicu (Nankai)        |
| 1982 | Kudó Mikio (Nippon-Ham)        | Nakazava Sindzsi (Hankyu)             | Kasivabara Dzsunicsi (Nippon-Ham) | Ocsiai Hiromicu (Lotte)           | Steve O. (Seibu)                  | Isige Hiromicsi (Seibu)        | Arai Hiromasza (Nankai)      | Fukumoto Jutaka (Hankyu)        | Kurihasi Sigeru (Kintetsu)    | T. Solaita (Nippon-Ham)         |
| 1983 | Higasio Oszamu (Seibu)         | Kagava Nobojuki (Nankai)              | Ocsiai Hiromicu (Lotte)           | Óisi Daidzsiró (Kintetsu)         | Steve O. (Seibu)                  | Isige Hiromicsi (Seibu)        | Simada Makoto (Nippon-Ham)   | Terry W. (Seibu)                | Minoda Kódzsi (Hankyu)        | Kadota Hiromicu (Nankai)        |
| 1984 | Imai Jútaró (Hankyu)           | Fudzsita Hiromasza (Hankyu)           | Boomer W. (Hankyu)                | Óisi Daidzsiró (Kintetsu)         | Ocsiai Hiromicu (Lotte)           | Jumioka Keidzsiró (Hankyu)     | Takazava Hideaki (Lotte)     | T. Cruz (Nippon-Ham)            | Minoda Kódzsi (Hankyu)        | L. Lee (Lotte)                  |
| 1985 | Higasio Oszamu (Seibu)         | Itó Cutomu (Seibu)                    | R. Davis (Kintetsu)               | Nisimura Norifumi (Lotte)         | Ocsiai Hiromicu (Lotte)           | Isige Hiromicsi (Seibu)        | Kanamori Eidzsi (Seibu)      | Kumano Terumicu (Hankyu)        | Jokota Maszasi (Lotte)        | L. Lee (Lotte)                  |
| 1986 | Vatanabe Hiszanobu (Seibu)     | Itó Cutomu (Seibu)                    | Boomer W. (Hankyu)                | Cudzsi Hacuhiko (Seibu)           | Ocsiai Hiromicu (Lotte)           | Isige Hiromicsi (Seibu)        | Akijama Kódzsi (Seibu)       | Arai Hiromasza (Kintetsu)       | Jokota Maszasi (Lotte)        | Isimine Kazuhiko (Hankyu)       |
| 1987 | Kudó Kimijaszu (Seibu)         | Itó Cutomu (Seibu)                    | Boomer W. (Hankyu)                | Sirai Kazujuki (Nippon-Ham)       | Isige Hiromicsi (Seibu)           | Mizukami Josio (Lotte)         | Akijama Kódzsi (Seibu)       | Arai Hiromasza (Kintetsu)       | T. Brewer (Nippon-Ham)        | Isimine Kazuhiko (Hankyu)       |
| 1988 | Nisizaki Jukihiro (Nippon-Ham) | Itó Cutomu (Seibu)                    | Kijohara Kazuhiro (Seibu)         | Fukura Dzsunicsi (Hankyu)         | Macunaga Hiromi (Hankyu) (Orix)   | Tanaka Jukio (Nippon-Ham)      | Akijama Kódzsi (Seibu)       | Takazava Hideaki (Lotte)        | Hirano Ken (Seibu)            | Kadota Hiromicu (Nankai) (Orix) |
| 1989 | Avano Hidejuki (Kintetsu)      | Jamasita Kazuhiko (Kintetsu)          | Boomer W. (Orix)                  | Cudzsi Hacuhiko (Seibu)           | Macunaga Hiromi (Hankyu) (Orix)   | Tanabe Norio (Seibu)           | Akijama Kódzsi (Seibu)       | Fudzsii Jaszuo (Orix)           | R. Bryant (Kintetsu)          | Kadota Hiromicu (Nankai) (Orix) |
| 1990 | Nomo Hideo (Kintetsu)          | Itó Cutomu (Seibu)                    | Kijohara Kazuhiro (Seibu)         | Óisi Daidzsiró (Kintetsu)         | Macunaga Hiromi (Hankyu) (Orix)   | Tanaka Jukio (Nippon-Ham)      | Akijama Kódzsi (Seibu)       | Isimine Kazuhiko (Orix)         | Nisimura Norifumi (Lotte)     | O. Destrade (Seibu)             |
| 1991 | Kuo Tai-yuan (Seibu)           | Itó Cutomu (Seibu)                    | J. Traber (Kintetsu)              | Cudzsi Hacuhiko (Seibu)           | Macunaga Hiromi (Hankyu) (Orix)   | Ogava Hirofumi (Orix)          | Akijama Kódzsi (Seibu)       | Szaszaki Makoto (Daiei) (Seibu) | Hirai Micucsika (Lotte)       | O. Destrade (Seibu)             |
| 1992 | Isii Takehiro (Seibu)          | Itó Cutomu (Seibu)                    | Kijohara Kazuhiro (Seibu)         | Cudzsi Hacuhiko (Seibu)           | Isige Hiromicsi (Seibu)           | Tanabe Norio (Seibu)           | Akijama Kódzsi (Seibu)       | Szaszaki Makoto (Daiei) (Seibu) | Takahasi Szatosi (Orix)       | O. Destrade (Seibu)             |
| 1993 | Kudó Kimijaszu (Seibu)         | Tamura Fudzsio (Nippon-Ham)           | Isii Hiroo (Kintetsu)             | Cudzsi Hacuhiko (Seibu)           | Isige Hiromicsi (Seibu)           | Hirosze Tecuró (Nippon-Ham)    | Akijama Kódzsi (Seibu)       | Szaszaki Makoto (Daiei) (Seibu) | Fudzsii Jaszuo (Orix)         | R. Bryant (Kintetsu)            |
| 1994 | Irabu Hideki (Lotte)           | Josinaga Kóicsiró (Daiei)             | Isii Hiroo (Kintetsu)             | Fukura Dzsunicsi (Orix)           | Macunaga Hiromi (Daiei)           | Hirosze Tecuró (Nippon-Ham)    | Icsiró (Orix)                | Szaszaki Makoto (Daiei) (Seibu) | K. Reimer (Daiei)             | R. Bryant (Kintetsu)            |
| 1995 | Irabu Hideki (Lotte)           | Nakadzsima Szatosi (Orix)             | J. Franco (Lotte)                 | Kokubo Hiroki (Daiei)             | Hacusiba Kijosi (Lotte)           | Tanaka Jukio (Nippon-Ham)      | Icsiró (Orix)                | Szaszaki Makoto (Daiei) (Seibu) | D. Jackson (Seibu)            | T. Neel (Orix)                  |
| 1996 | E. Hillman (Lotte)             | Josinaga Kóicsiró (Daiei)             | Kataoka Acusi (Nippon-Ham)        | Ósima Kóicsi (Orix)               | Nakamura Norihiko (Kintetsu)      | Tanaka Jukio (Nippon-Ham)      | Icsiró (Orix)                | Tagucsi Szó (Orix)              | Muramacu Arihito (Daiei)      | T. Neel (Orix)                  |
| 1997 | Nisigucsi Fumija (Seibu)       | Itó Cutomu (Seibu)                    | P. Clark (Kintetsu)               | Kokubo Hiroki (Daiei)             | Szuzuki Ken (Seibu)               | Macui Kazuo (Seibu)            | Icsiró (Orix)                | Szaszaki Makoto (Seibu)         | T. Rhodes (Kintetsu)          | D. Martínez (Seibu)             |
| 1998 | Nisigucsi Fumija (Seibu)       | Itó Cutomu (Seibu)                    | P. Clark (Kintetsu)               | J. Franco (Lotte)                 | Kataoka Acusi (Nippon-Ham)        | Macui Kazuo (Seibu)            | Icsiró (Orix)                | Ómura Naojuki (Kintetsu)        | Sibahara Hirosi (Daiei)       | N. Wilson (Nippon-Ham)          |
| 1999 | Macuzaka Daiszuke (Seibu)      | Dzsódzsima Kendzsi (Daiei)            | Ogaszavara Micsihiro (Nippon-Ham) | Kaneko Makoto (Nippon-Ham)        | Nakamura Norihiko (Kintetsu)      | Macui Kazuo (Seibu)            | Icsiró (Orix)                | Tani Josimoto (Orix)            | T. Rhodes (Kintetsu)          | P. Clark (Kintetsu)             |
| 2000 | Macuzaka Daiszuke (Seibu)      | Dzsódzsima Kendzsi (Daiei)            | Macunaka Nobuhiko (Daiei)         | Ósima Kóicsi (Orix)               | Nakamura Norihiko (Kintetsu)      | Macui Kazuo (Seibu)            | Icsiró (Orix)                | Sibahara Hirosi (Daiei)         | S. Obando (Nippon-Ham)        | N. Wilson (Nippon-Ham)          |
| 2001 | Macuzaka Daiszuke (Seibu)      | Dzsódzsima Kendzsi (Daiei)            | Ogaszavara Micsihiro (Nippon-Ham) | Igucsi Tadahito (Daiei)           | Nakamura Norihiko (Kintetsu)      | Macui Kazuo (Seibu)            | T. Rhodes (Kintetsu)         | Tani Josimoto (Orix)            | Iszobe Kóicsi (Kintetsu)      | F. Bolick (Lotte)               |
| 2002 | J. Powell (Kintetsu)           | Itó Cutomu (Seibu)                    | A. Cabrera (Seibu)                | Takagi Hirojuki (Seibu)           | Nakamura Norihiko (Kintetsu)      | Macui Kazuo (Seibu)            | T. Rhodes (Kintetsu)         | Tani Josimoto (Orix)            | Ozeki Tacuja (Seibu)          | Vada Kazuhiro (Seibu)           |
| 2003 | Szaitó Kazumi (Daiei)          | Dzsódzsima Kendzsi (Daiei) (SoftBank) | Macunaka Nobuhiko (Daiei)         | Igucsi Tadahito (Daiei)           | Ogaszavara Micsihiro (Nippon-Ham) | Macui Kazuo (Seibu)            | T. Rhodes (Kintetsu)         | Tani Josimoto (Orix)            | Vada Kazuhiro (Seibu)         | A. Cabrera (Seibu)              |
| 2004 | Ivakuma Hiszasi (Kintetsu)     | Dzsódzsima Kendzsi (Daiei) (SoftBank) | Macunaka Nobuhiko (Daiei)         | Igucsi Tadahito (Daiei)           | Ogaszavara Micsihiro (Nippon-Ham) | Kavaszaki Munenori (Daiei)     | Shinjo (Nippon-Ham)          | Tani Josimoto (Orix)            | Vada Kazuhiro (Seibu)         | F. Seguignol (Nippon-Ham)       |
| 2005 | Szugiucsi Tosija (SoftBank)    | Dzsódzsima Kendzsi (Daiei) (SoftBank) | J. Zuleta (SoftBank)              | Hori Kóicsi (Lotte)               | Imae Tosiaki (Lotte)              | Nisioka Cujosi (Lotte)         | M. Franco (Lotte)            | Mijadzsi Kacuhiko (SoftBank)    | Vada Kazuhiro (Seibu)         | Macunaka Nobuhiko (SoftBank)    |
| 2006 | Szaitó Kazumi (SoftBank)       | Szatozaki Tomoja (Lotte)              | Ogaszavara Micsihiro (Nippon-Ham) | Tanaka Kenszuke (Nippon-Ham)      | J. Fernandez (Rakuten)            | Kavaszaki Munenori (SoftBank)  | Macunaka Nobuhiko (SoftBank) | Inaba Acunori (Nippon-Ham)      | Vada Kazuhiro (Seibu)         | F. Seguignol (Nippon-Ham)       |
| 2007 | Yu Darvish (Nippon-Ham)        | Szatozaki Tomoja (Lotte)              | A. Cabrera (Seibu)                | Tanaka Kenszuke (Nippon-Ham)      | G. LaRocca (Orix)                 | Tsuyoshi (Lotte)               | Ómura Naojuki (SoftBank)     | Inaba Acunori (Nippon-Ham)      | Morimoto Hicsori (Nippon-Ham) | Jamaszaki Takesi (Rakuten)      |
| 2008 | Ivakuma Hiszasi (Rakuten)      | Hoszokava Tóru (Seibu)                | A. Cabrera (Seibu)                | Kataoka Jaszujuki (Seibu)         | Nakamura Takeja (Seibu)           | Nakadzsima Hirojuki (Seibu)    | Rick S. (Rakuten)            | Inaba Acunori (Nippon-Ham)      | Kurijama Takumi (Seibu)       | T. Rhodes (Orix)                |
| 2009 | Yu Darvish (Nippon-Ham)        | Tanoue Hidenori (SoftBank)            | Takahasi Sindzsi (Nippon-Ham)     | Tanaka Kenszuke (Nippon-Ham)      | Nakamura Takeja (Seibu)           | Nakadzsima Hirojuki (Seibu)    | Itoi Josio (Nippon-Ham)      | Inaba Acunori (Nippon-Ham)      | Cucsija Teppei (Rakuten)      | Jamaszaki Takesi (Rakuten)      |
| 2010 | Vada Cujosi (SoftBank)         | Sima Motohiro (Rakuten)               | A. Cabrera (Orix)                 | Tanaka Kenszuke (Nippon-Ham)      | Kojano Eiicsi (Nippon-Ham)        | Nisioka Cujosi (Lotte)         | Tamura Hitosi (SoftBank)     | T-Okada (Orix)                  | Kurijama Takumi (Seibu)       | Fukuura Kazuja (Lotte)          |
| 2011 | Tanaka Maszahiro (Rakuten)     | Hoszokava Tóru (SoftBank)             | Kokubo Hiroki (SoftBank)          | Honda Júicsi (SoftBank)           | Nakamura Takeja (Seibu)           | Nakadzsima Hirojuki (Seibu)    | Itoi Josio (Nippon-Ham)      | Ucsikava Szeiicsi (SoftBank)    | Kurijama Takumi (Seibu)       | J. Fernandez (Seibu)            |
| 2012 | Josikava Micuo (Nippon-Ham)    | Curuoka Sinja (Nippon-Ham)            | I Deho (Orix)                     | Tanaka Kenszuke (Nippon-Ham)      | Nakamura Takeja (Seibu)           | Nakadzsima Hirojuki (Seibu)    | Itoi Josio (Nippon-Ham)      | Ucsikava Szeiicsi (SoftBank)    | Kakunaka Kacuja (Lotte)       | W. M. Peña (SoftBank)           |
| 2013 | Tanaka Maszahiro (Rakuten)     | Sima Motohiro (Rakuten)               | Aszamura Hideto (Seibu)           | Fudzsita Kazuja (Rakuten)         | C. McGehee (Rakuten)              | Szuzuki Daicsi (Lotte)         | Haszegava Júja (SoftBank)    | Ucsikava Szeiicsi (SoftBank)    | Nakata Só (Nippon-Ham)        | M. Abreu (Nippon-Ham)           |
| 2014 | Kaneko Csihiro (Orix)          | Itó Hikaru (Orix)                     | E. Mejía (Seibu)                  | Fudzsita Kazuja (Rakuten)         | Akaminai Gindzsi (Rakuten)        | Imamija Kenta (SoftBank)       | Itoi Josio (Orix)            | Janagita Júki (SoftBank)        | Nakata Só (Nippon-Ham)        | Nakamura Takeja (Seibu)         |
| 2015 | Ótani Sóhei (Nippon-Ham)       | Szumitani Gindzsiró (Seibu)           | Nakata Só (Nippon-Ham)            | Tanaka Kenszuke (Nippon-Ham)      | Nakamura Takeja (Seibu)           | Nakasima Takuja (Nippon-Ham)   | Akijama Sógo (Seibu)         | Janagita Júki (SoftBank)        | Kijota Ikuhiro (Lotte)        | I Deho (SoftBank)               |
| 2016 | Ótani Sóhei (Nippon-Ham)       | Tamura Tacuhiro (Lotte)               | Nakata Só (Nippon-Ham)            | Aszamura Hideto (Seibu) (Rakuten) | B. Laird (Nippon-Ham)             | Szuzuki Daicsi (Lotte)         | Itoi Josio (Orix)            | Kakunaka Kacuja (Lotte)         | Nisikava Haruki (Nippon-Ham)  | Ótani Sóhei (Nippon-Ham)        |
| 2017 | Kikucsi Júszei (Seibu)         | Kai Takuja (SoftBank)                 | Akaminai Gindzsi (Rakuten)        | Aszamura Hideto (Seibu) (Rakuten) | Z. Wheeler (Rakuten)              | Imamija Kenta (SoftBank)       | Akijama Sógo (Seibu)         | Janagita Júki (SoftBank)        | Nisikava Haruki (Nippon-Ham)  | A. Despaigne (SoftBank)         |
| 2018 | Kikucsi Júszei (Seibu)         | Mori Tomoja (Seibu)                   | Jamakava Hotaka (Seibu)           | Aszamura Hideto (Seibu) (Rakuten) | Macuda Nobuhiro (SoftBank)        | Genda Szószuke (Seibu)         | Akijama Sógo (Seibu)         | Janagita Júki (SoftBank)        | Josida Maszataka (Orix)       | Kondó Kenszuke (Nippon-Ham)     |
| 2019 | Szenga Kódai (SoftBank)        | Mori Tomoja (Seibu)                   | Jamakava Hotaka (Seibu)           | Aszamura Hideto (Seibu) (Rakuten) | Nakamura Takeja (Seibu)           | Genda Szószuke (Seibu)         | Akijama Sógo (Seibu)         | Ogino Takasi (Lotte)            | Josida Maszataka (Orix)       | A. Despaigne (SoftBank)         |
| 2020 | Szenga Kódai (SoftBank)        | Kai Takuja (SoftBank)                 | Nakata Só (Nippon-Ham)            | Aszamura Hideto (Seibu) (Rakuten) | Szuzuki Daicsi (Rakuten)          | Genda Szószuke (Seibu)         | Kondó Kenszuke (Nippon-Ham)  | Janagita Júki (SoftBank)        | Josida Maszataka (Orix)       | Kurujama Takumi (Seibu)         |

## Rekordok
Legtöbbször díjazott
Nomura Kacuja – 19 alkalom (1956–1968, 1970–1973, 1975, 1976, az összes alkalommal elkapóként)
Legtöbbször díjazott egyhuzamban
Ó Szadaharu – 18 éven keresztül 18-szor díjazott (1962–1979, az összes alkalommal egyesvédőként)
Legtöbb poszton díjazott
Akinobu Majumi – 3 poszt (beálló, kettesvédő, külsővédő, mindegyik poszton egy alkalommal)
Ocsiai Hiromicu – 3 poszt (egyesvédő négy alkalommal, kettesvédő két alkalommal, hármasvédő négy alkalommal)
Macunaka Nobuhiko – 3 poszt (egyesvédő három alkalommal, kijelölt ütőjátékos egy alkalommal, külsővédő egy alkalommal)
Legtöbb különböző csapat színeiben díjazott
Tuffy Rhodes – 3 csapatban 7 alkalommal (az Oszaka Kintetsu Buffaloes csapatában öt alkalommal, a Yomiuri Giants csapatában egy alkalommal, az Orix Buffaloes csapatában egy alkalommal)
A pályafutásának összes évében megválasztott játékosok
Nagasima Sigeo – 17 éven keresztül 17-szer díjazott (1958–1974, az összes alkalommal hármasvédőként)
Legtöbb díj egy évben
Ótani Sóhei – 2 díj (2016-ban dobó és kijelölt ütő)